# فرانسوا كوتي
فرانسوا كوتي (بالفرنسية: François Coty)‏ (وُلد باسم جوزيف ماري فرانسوا سبوتورنو، 3 مايو 1874 – 25 يوليو 1934) كان صانع عطور ورجل أعمال وناشر صحف وسياسيًا وراعياً للفنون فرنسيًا. أسس شركة كوتي للعطور، التي أصبحت لاحقًا شركة متعددة الجنسيات. يُعد من مؤسسي صناعة العطور الحديثة.
أطلق عطر وردة جاكمينوت عام 1904، مما أسس لانطلاق مسيرته. بدأ بتصدير العطور من فرنسا، وبحلول عام 1910 أسس فروعًا في موسكو ولندن ونيويورك. خلال الثورة الروسية عام 1917، صادرت الحكومة السوفيتية أصوله في موسكو، التي شملت الأسهم والأموال، مما جعله معاديًا للشيوعية طيلة حياته.
بنهاية الحرب العالمية الأولى، حقق نجاحًا ماليًا كبيرًا جعله من أغنى رجال فرنسا، مما مكنه من رعاية الفنون، واقتناء الأعمال الفنية والمنازل التاريخية، والسعي إلى لعب دور سياسي. استحوذ عام 1922 على صحيفة لوفيغارو اليومية. أسس عام 1928 صحيفتين يوميتين إضافيتين لمواجهة تصاعد الاشتراكية والشيوعية في فرنسا.
انتُخب عام 1923 عضوًا في مجلس الشيوخ عن كورسيكا، وتولى رئاسة بلدية آجاكسيو بين عامي 1931 و1934.
دعم حركات اليمين المختلفة خوفًا من انتشار الشيوعية. نشر عام 1933 مشروعًا لإصلاح الدولة وأسّس حركة التضامن الفرنسي، التي اتجهت نحو مزيد من التطرف بعد وفاته.
عند وفاته عن عمر ناهز الستين، تراجعت ثروته بشكل كبير بسبب طلاقه، وتكاليف إدارة إمبراطوريته الصحفية، وتأثيرات الأزمة الاقتصادية لعام 1929.